# Port Bolivar
Pour les articles homonymes, voir Bolivar.
Port Bolivar est une Census-designated place située dans le comté de Galveston, dans l’État du Texas, aux États-Unis. Sa population s’élevait à 1 907 habitants lors du recensement de 2015.